# Saint-Cyr-du-Bailleul
Saint-Cyr-du-Bailleul is een gemeente in het Franse departement Manche (regio Normandië) en telt 427 inwoners (2005). De plaats maakt deel uit van het arrondissement Avranches.

## Geografie
De oppervlakte van Saint-Cyr-du-Bailleul bedraagt 23,3 km², de bevolkingsdichtheid is 18,3 inwoners per km².
De onderstaande kaart toont de ligging van Saint-Cyr-du-Bailleul met de belangrijkste infrastructuur en aangrenzende gemeenten.

## Demografie
Onderstaande figuur toont het verloop van het inwonertal (bron: INSEE-tellingen).

1. ↑  Populations de référence 2022.